# Średnica Kursko-Riżska
Średnica Kursko-Riżska (ros. Курско–Рижский диаметр) – trasa moskiewskich centralnych średnic oznaczana symbolem D2 i kolorem fuksji, mająca 80 km długości i 36 stacji. Linia przebiega przez Nachabino, Krasnogorsk, Moskwę i Podolsk. Otwarcie miało miejsce 21 listopada 2019 roku.

## Lista stacji
| #  | Nazwa (cyrylica)         | Nazwa (trb. łacińska)     | Możliwe przesiadki (linia)                                  | Możliwe przesiadki (stacja)             |
| -- | ------------------------ | ------------------------- | ----------------------------------------------------------- | --------------------------------------- |
| 1  | Нахабино                 | Nachabino                 | –                                                           | –                                       |
| 2  | Аникеевка                | Anikiejewka               | –                                                           | –                                       |
| 3  | Опалиха                  | Opalicha                  | –                                                           | –                                       |
| 4  | Красногорская            | Krasnogorskaja            | –                                                           | –                                       |
| 5  | Павшино                  | Pawszyno                  | –                                                           | –                                       |
| 6  | Пенягино                 | Pieniagino                | –                                                           | –                                       |
| 7  | Волоколамская            | Wołokołamskaja            | Arbatsko-Pokrowskaja                                        | Wołokołamskaja                          |
| 8  | Трикотажная              | Trikotażnaja              | –                                                           | –                                       |
| 9  | Тушинская                | Tuszynskaja               | Tagansko-Krasnopriesnienskaja                               | Tuszynskaja                             |
| 10 | Щукинская                | Szczukinskaja             | Tagansko-Krasnopriesnienskaja                               | Szczukinskaja                           |
| 11 | Стрешнево                | Streszniewo               | Moskiewski pierścień centralny                              | Streszniewo                             |
| 12 | Красный Балтиец          | Krasnyj Bałtijec          | –                                                           | –                                       |
| 13 | Гражданская              | Grażdanskaja              | –                                                           | –                                       |
| 14 | Дмитровская              | Dmitrowskaja              | Sierpuchowsko-Timiriaziewskaja                              | Dmitrowskaja                            |
| 15 | Марьина Роща             | Marina Roszcza            | Lublinsko-Dmitrowskaja Bolszaja Kolcewaja MCD-4             | Marina Roszcza Marina Roszcza           |
| 16 | Рижская                  | Riżskaja                  | Kałużsko-Riżskaja Bolszaja Kolcewaja                        | Riżskaja Riżskaja                       |
| 17 | Площадь трёх вокзалов    | Ploszczad trjoch vokzalov | Sokolniczeskaja Kolcewaja MCD-4                             | Komsomolskaja Ploszczad trjoch vokzalov |
| 18 | Курская                  | Kurskaja                  | Arbatsko-Pokrowskaja Kolcewaja Lublinsko-Dmitrowskaja MCD-4 | Kurskaja Czkałowskaja Kurskaja          |
| 19 | Серп и Молот (w budowie) | Sierp i Mołot (w budowie) | Kalininskaja Lublinsko-Dmitrowskaja                         | Płoszczad´ Iljicza Rimskaja             |
| 20 | Москва Товарная          | Moskwa Towarnaja          | –                                                           | –                                       |
| 21 | Калитники                | Kalitniki                 | –                                                           | –                                       |
| 22 | Новохохловская           | Nowochochłowskaja         | Moskiewski pierścień centralny                              | Nowochochłowskaja                       |
| 23 | Текстильщики             | Tiekstilszcziki           | Tagansko-Krasnopriesnienskaja Bolszaja Kolcewaja            | Tiekstilszcziki Tiektstilszcziki        |
| 24 | Печатники                | Pieczatniki               | Lublinsko-Dmitrowskaja Bolszaja Kolcewaja                   | Pieczatniki Pieczatniki                 |
| 25 | Люблино                  | Lublino                   | –                                                           | –                                       |
| 26 | Депо                     | Diepo                     | –                                                           | –                                       |
| 27 | Перерва                  | Piererwa                  | –                                                           | –                                       |
| 28 | Курьяново                | Kurjanowo                 | –                                                           | –                                       |
| 29 | Москворечье              | Moskworieczje             | –                                                           | –                                       |
| 30 | Царицыно                 | Caricyno                  | Zamoskworieckaja                                            | Caricyno                                |
| 31 | Котляково (planowana)    | Kotlakowo (planowana)     | –                                                           | –                                       |
| 32 | Покровское               | Pokrowskoje               | –                                                           | –                                       |
| 33 | Красный Строитель        | Krasnyj Stroitiel         | –                                                           | –                                       |
| 34 | Битца                    | Bitca                     | –                                                           | –                                       |
| 35 | Бутово                   | Butowo                    | –                                                           | –                                       |
| 36 | Щербинка                 | Szczerbinka               | –                                                           | –                                       |
| 37 | Остафьево                | Ostafjewo                 | –                                                           | –                                       |
| 38 | Силикатная               | Silikatnaja               | –                                                           | –                                       |
| 39 | Подольск                 | Podolsk                   | –                                                           | –                                       |